# Monasterio de Nuestra Señora de la Caridad
El Monasterio de Nuestra Señora de la Caridad (en inglés: Monastery of Our Lady of Charity) es un monasterio e iglesia histórica en el 1900 de Montana en la ciudad de San Antonio, en Texas al sur de los Estados Unidos.
Fue construido en el año 1899 y fue añadido al Registro Nacional ( National Register Information System) en 1999. Ocupa un área de 6,8 acres (2,8 hectáreas) y es obra de los arquitectos Murphey, James; Dielmann, Leo J.